# Campo Santa Margherita
Campo Santa Margherita és una plaça (campo) de Venècia, situada al barri de Dorsoduro.

## Història i descripció
El topònim fa referència a l'església desconsagrada de Santa Margherita, situada a l'extrem nord-est del campo.
L'aspecte actual es deu a les intervencions de la segona meitat del segle XIX decretades per les autoritats austrohongareses que van comportar, per motius higiènics, el soterrament d'alguns rierols. Abans de 1863, el campo seguia el traçat típic d'altres campi venecians amb vocació mercantil, vorejat al sud per una via navegable formada pel Rio della Scoazzera, connectat al Rio di San Barnaba pel Rio di Ca' Canal.
El campo és conegut com un lloc de trobada tradicional per a joves donada la seva proximitat a l'IUAV, Ca' Foscari i diversos instituts superiors. A això s'hi afegeix la curta distància de l'estació de tren (Santa Lucia) i la Piazzale Roma (estació d'autobusos i tranvia) així com diversos llocs d'interès monumental.

## Monuments i llocs d'interès
A la plaça, caracteritzada principalment per l'arquitectura popular típica veneciana, hi ha alguns edificis d'importància històrica i arquitectònica:

### Arquitectura civil
- Scuola dei Varoteri (1725), o adobadors de pell, que apareix com un edifici aïllat al mig del camp, després de la sedimentació del rierol Scoazzera.
- Ospizio Scrovegni, situat al costat sud del camp.
- La Scuola Grande dei Carmini, a l'extrem sud-oest de la plaça (on també es troba l'església dels Carmini), és el monument de més importància artística, obra de Longhena, que conté pintures de Tiepolo;
- Casa Foscolo Corner, un edifici del segle XIV al número 2927.
- Casa del segle XVIII al número 3429-3430 situada adjacent al campanar. Al centre de la façana, sota el ràfec, hi ha una escultura del segle XV que representa Santa Margarida, procedent de l'església desconsagrada propera.

### Arquitectura religiosa
- L'església de Santa Margherita, suprimida el 1810, domina el carrer que surt al nord de la plaça.
- Església dei Carmini

### Altres
- Monument als caiguts de la Gran Guerra: inaugurat el 4 de novembre de 1923, porta els noms dels 100 caiguts de la parròquia dei Carmini, coronats per quatre escultures de bronze que representen les quatre virtuts del soldat italià: Prudència, Justícia, Temprança i Fortalesa, obra de l'escultor Angelo Franco.